# Pam Grier
Pamela Suzette Grier, coneguda artísticament com a Pam Grier (Winston-Salem, Carolina del Nord, 26 de maig de 1949) és una actriu estatunidenca. La seva filmografia principal inclou títols com Beyond the Valley of the Dolls (1970), Coffy (1973), Above the Law (1988), Bill & Ted's Bogus Journey (1991), Mars Attacks! (1996), Jackie Brown (1997), Caramel assassí (1999), Holy Smoke! (1999), Love the Hard Way (2001), Pluto Nash (2002) i Larry Crowne (2011). També ha participat en sèries com Miami Vice (1985-1989) i The L Word (2004-2009). Va estar nominada el 1998 al Globus d'Or a la millor actriu musical o còmica per Jackie Brown.

## Biografia

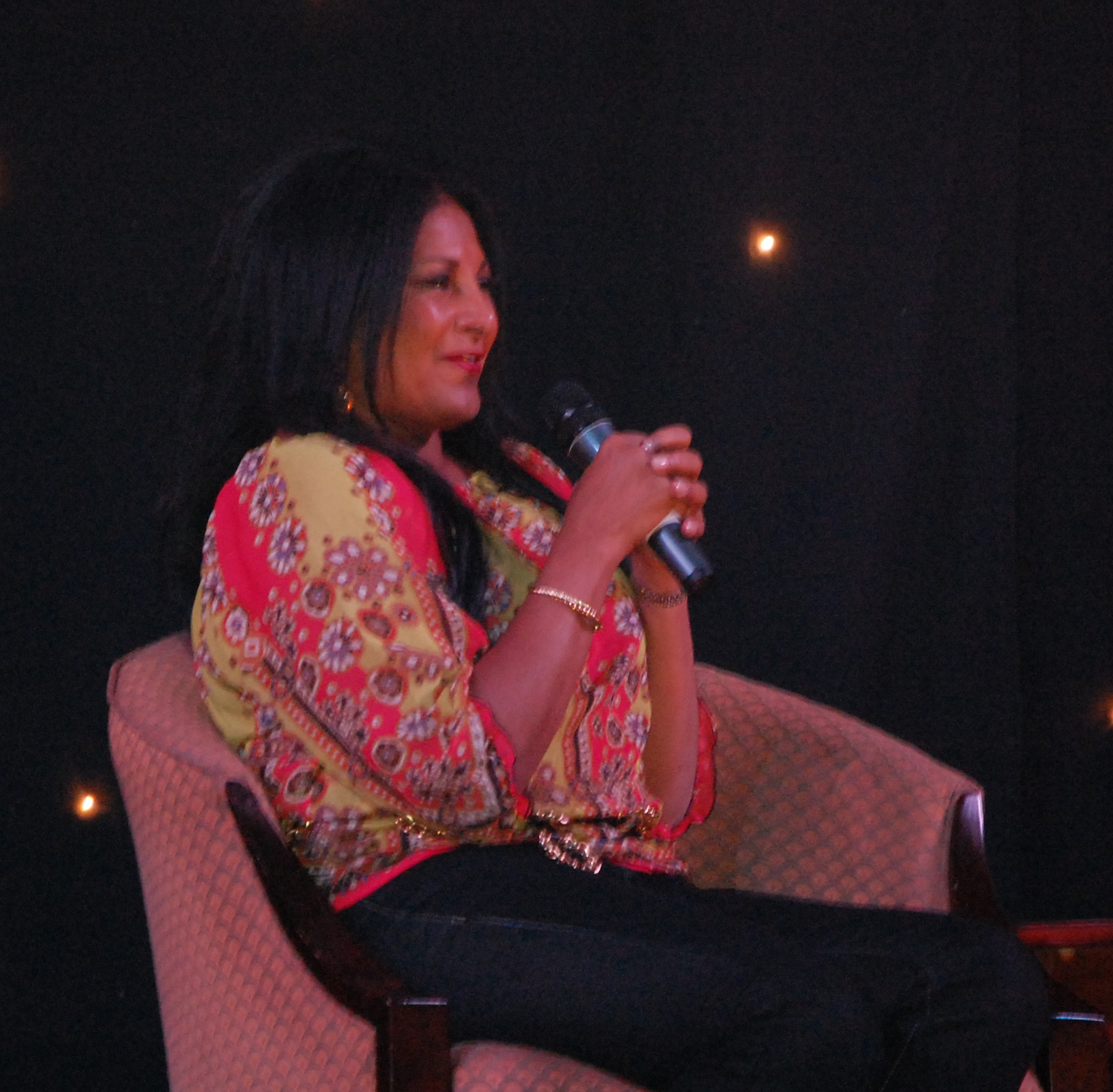
Pam Grier en una convenció el 2009.

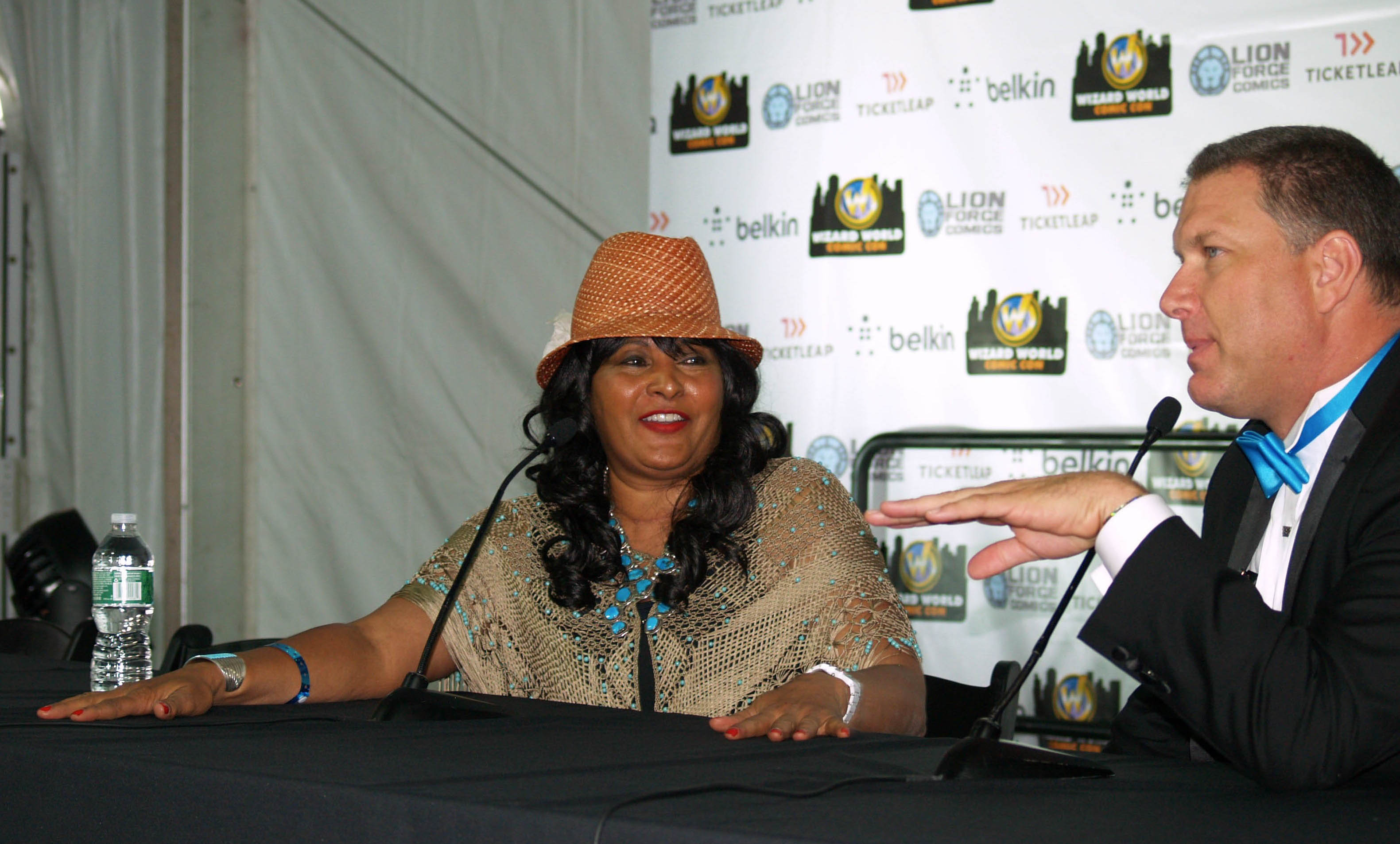
Grier amb el moderador Jarrett Crippen el 2013

Per complir el seu desig de ser actriu, als 18 anys va anar a Los Angeles a buscar treball i va aconseguir que la contractessin en l'AIP (American International Pictures), productora de pel·lícules de baix pressupost. Va debutar al cinema amb un petit paper en Beyond the valley of the dolls (1970), dirigida per Russ Meyer. Com aquesta pel·lícula va tenir èxit, la van contractar per fer The big doll house (1971), pel·lícula sobre una presó de dones. Les anomenades pel·lícules WIP (Women in Prison) eren molt populars en aquella època, i per això Pam en va fer més d'aquest subgènere, com Women in cages (1972) i Big bird cage (1972).
A poc a poc Pam Grier es va fer popular fent pel·lícules anomenades de blaxploitation, és a dir, pel·lícules barates destinades majorment al públic negre, on els protagonistes eren negres i amb grans dosis de violència. Pam Grier va protagonitzar pel·lícules com Coffy (1973), Foxy Brown (1974) o Sheba Baby (1975), en les quals interpretava a dones fortes i independents que es prenien la justícia pel seu compte per fer front a dolents sense escrúpols, davant la passivitat i corrupció de les autoritats. Això la va fer molt popular i Pam Grier es va convertir en un ídol de la comunitat negra, al costat d'altres actors d'aquest subgènere com Tamara Dobson (Cleòpatra Jones) o Richard Roundtree (Shaft). Altres pel·lícules que va fer en aquesta època són: Black mama, White mama (1972), Hit man (1971), The Arena (1973), Scream, Blacula, scream (1973), Friday Foster (1975), Drum (1976) o Greased lighting (1977).
A finalitats dels anys setanta la seva popularitat va decaure i va passar a fer papers secundaris en pel·lícules de qualitat molt desigual. Entre els seus treballs més destacats, passada la febre de la blaxploitation, podem citar: Tough dreams (1981), Fort Apatxe, The Bronx (1981), Vindicator (1983), On the edge (1985), Above the law (1988), Class of 1999 (1990), Posse (1993) i Original gangstas (1996). Després va aparèixer en la coneguda pel·lícula de Tim Burton de 1996 Mars Attacks!. També va fer petits papers en sèries de televisió com Miami Vice o The Fresh Prince of Bel-Air i com a actriu secundària en la pel·lícula Nico de 1988, protagonitzada per Steven Seagal.
La seva sort va millorar en 1997 gràcies al director Quentin Tarantino, un gran aficionat a les pel·lícules de blaxploitation dels anys setanta, i que la va convertir en protagonista de Jackie Brown (1997), pel·lícula que adaptava una novel·la d'Elmore Leonard i que reivindicava les velles blaxploitation i que va tenir un gran èxit, la qual cosa la va convertir novament en una actriu popular.
Després de Jackie Brown ha seguit treballant assíduament, en pel·lícules de tota classe, normalment en papers secundaris però molt lluïts. Destaca el seu treball en Jawbreaker (1999), Holy smoke (1999), Pluto Nash (2000), o Ghosts of Mars (2001). És una de les protagonistes de la sèrie The L Word, produïda per Showtime, on va encarnar a Kit Porter, germanastra de Bette Porter (Jennifer Beals), dona madura ex estrella del món de la música que tracta de superar el seu problema amb l'alcohol. El  2009 va aparèixer en tres capítols de la sèrie "Smallville".
El 2010, Grier va escriure la seva memòria, 'Foxy: My Life in Three Acts' ', amb Andrea Cagan.

## Filmografia
| Any       | Títol                                                           | Paper                         | Notes |
| --------- | --------------------------------------------------------------- | ----------------------------- | --- |
| 1970      | Beyond the Valley of the Dolls                                  | Partygoer                     | |
| 1971      | The Big Doll House                                              | Grear                         | |
| 1971      | Women in Cages                                                  | Alabama                       | |
| 1972      | Hit Man                                                         | Gozelda                       | |
| 1972      | The Big Bird Cage                                               | Blossom                       | |
| 1972      | Cool Breeze                                                     | Mona                          | |
| 1973      | Black Mama White Mama                                           | Lee Daniels                   | |
| 1973      | Scream Blacula Scream                                           | Lisa                          | |
| 1973      | Coffy                                                           | Coffy                         | |
| 1973      | The Twilight People                                             | Ayesa, la dona pantera        | |
| 1974      | The Arena                                                       | Mamawi                        | |
| 1974      | Foxy Brown                                                      | Foxy Brown                    | |
| 1975      | Sheba, Baby                                                     | Sheba Shayne                  | |
| 1975      | Bucktown                                                        | Aretha                        | |
| 1975      | Friday Foster                                                   | Friday Foster                 | |
| 1976      | Drum                                                            | Regine                        | |
| 1977      | Greased Lightning                                               | Mary Jones                    | |
| 1977      | Twilight of Love                                                | Sandra                        | |
| 1981      | Fort Apache, The Bronx                                          | Charlotte                     | |
| 1983      | Something Wicked This Way Comes                                 | Dust Witch                    | |
| 1983      | Tough Enough                                                    | Myra                          | |
| 1984      | The Vindicator                                                  | Hunter                        | |
| 1985      | Badge of the Assassin                                           | Alexandra 'Alie' Horn         | |
| 1985      | Stand Alone                                                     | Cathryn Bolan                 | |
| 1986      | On the Edge                                                     | Cora                          | |
| 1985–1989 | Miami Vice                                                      | Valerie Gordon                | |
| 1987      | The Allnighter                                                  | Sergent McLeesh               | |
| 1988      | Above the Law                                                   | Delores 'Jacks' Jackson       | |
| 1989      | L'equipatge (The Package)                                       | Ruth Butler                   | |
| 1990      | Class of 1999                                                   | Ms. Connors                   | |
| 1991      | L'al·lucinant viatge de Bill i Ted (Bill & Ted's Bogus Journey) | Ms. Wardroe                   | |
| 1993      | Posse                                                           | Phoebe                        | |
| 1994      | The Fresh Prince of Bel-Air                                     | Janice Robertson              | |
| 1994      | The Sinbad Show                                                 | Lynn Montgomery               | |
| 1996      | Mars Attacks!                                                   | Louise Williams               | |
| 1996      | Escape from L.A.                                                | Hershe Las Palmas             | |
| 1996      | Original Gangstas                                               | Laurie Thompson               | |
| 1997      | Jackie Brown                                                    | Jackie Brown                  | San Diego Film Critics Society Award for Best Actress Nominada — Empire Award for Best Actress Nominada — Golden Globe Award for Best Actress – Motion Picture Musical or Comedy Nominada — NAACP Image Award for Outstanding Actress in a Motion Picture Nominada — Satellite Award for Best Actress – Motion Picture Musical or Comedy Nominada — Saturn Award for Best Actress Nominada — Screen Actors Guild Award for Outstanding Performance by a Female Actor in a Leading Role |
| 1997      | Fakin' da Funk                                                  | Annabelle Lee                 | |
| 1999      | Holy Smoke!                                                     | Carol                         | |
| 1999      | In Too Deep                                                     | Detectiu Angela Wilson        | |
| 1999      | Linc's                                                          | Eleanor Braithwaite Winthrop  | Nominada — NAACP Image Award for Outstanding Actress in a Comedy Series (1999–2000) |
| 1999      | Jawbreaker                                                      | Detectiu Vera Cruz            | |
| 2000      | Snow Day                                                        | Tina                          | |
| 2000      | 3 A.M.                                                          | George                        | Nominada — Black Reel Award for Best Actress in Network/Cable Series Nominada — NAACP Image Award for Outstanding Actress in a Television Movie, Mini-Series or Dramatic Special |
| 2000      | Wilder                                                          | Detectiu Della Wilder         | |
| 2000      | Happily Ever After: Fairy Tales for Every Child                 | The Empress' Nightingale      | Nominada — Daytime Emmy Award for Outstanding Performer in an Animated Program |
| 2000      | Fortress 2: Re-Entry                                            | Susan Mendenhall              | |
| 2001      | Fantasmes de Mart (Ghosts of Mars)                              | Comandant Helena Braddock     | |
| 2001      | Bones                                                           | Pearl                         | Nominada — Black Reel Award for Best Actress in a Motion Picture |
| 2002      | The Adventures of Pluto Nash                                    | Flura Nash                    | |
| 2002      | Law & Order: Special Victims Unit                               | Asst. Fiscal Claudia Williams | Nominada — NAACP Image Award for Outstanding Supporting Actress in a Drama Series (2003–2004) |
| 2004–2009 | The L Word                                                      | Kate "Kit" Porter             | Nominada — NAACP Image Award for Outstanding Supporting Actress in a Drama Series (2005–2006, 2008) |
| 2005      | Back in the Day                                                 | Mrs. Cooper                   | |
| 2008      | Ladies of the House                                             | Birdie                        | Telefilm |
| 2010      | Smallville                                                      | Agent Amanda Waller           | Tres episodis: "Absolute Justice", "Checkmate" and "Sacrifice" |
| 2010      | Just Wright                                                     | Janice Wright                 | |
| 2010      | The Invited                                                     | Zelda                         | |
| 2011      | Larry Crowne                                                    | Frances                       | |
| 2012      | Woman Thou Art Loosed: On the 7th Day                           | Detectiu Barrick              | |
| 2012      | The Man with the Iron Fists                                     | Jane                          | |
| 2013      | Grand Theft Auto V                                              | Ella mateixa                  | DJ on in-game radio station 'The Lowdown 91.1' |
| 2015      | Cleveland Abduction                                             | Infermera Carla               | Telefilm |